# 河南モンゴル族自治県
河南モンゴル族自治県（かなんーモンゴル族-じちけん、チベット語：རྨ་ལྷོ་སོག་རིགས་རང་སྐྱོང་རྫོང་། モンゴル語 ：ᠾᠧᠨᠠᠨ
ᠮᠣᠩᠭᠣᠯ
ᠦᠨᠳᠦᠰᠦᠲᠡᠨ ᠦ
ᠥᠪᠡᠷᠲᠡᠭᠡᠨ
ᠵᠠᠰᠠᠬᠤ
ᠰᠢᠶᠠᠨ　転写：Hēnan Mongɣol ündüsüten-ü öbertegen jasaqu siyan）は中華人民共和国青海省黄南チベット族自治州に位置する河南モンゴル族自治県。

## 歴史
古代は羌の活動地域であった。214年（建安19年）に後漢に帰順している。魏晋南北朝時代には吐谷渾の管轄地とされたが、576年（建徳5年）には北周により廓州が設置されている。隋朝が成立すると当初は吐谷渾とされたが、後に西海郡赤水県の管轄とされた。753年（天宝12年）、唐朝により洮陽郡が設置されたが、五代十国時代になると吐蕃・吐谷渾・党項・羌などの西域民族の支配地とされた。宋朝成立後は中原王朝に帰順するようになった。
元代が成立すると吐蕃等処宣慰司の管轄地とされ、河州必里万戸府が設置、明代以降は朶甘行都指揮使司の管轄とされ河州必里千戸府が設置された。清代には循化庁が設置され和碩特前首旗（河南親王）の牧地が設置された。
中華民国が設置されると青海弁事長官及び蒙蕃宣慰使の管轄とされていた。1954年10月、県級の河南蒙族自治区が成立、1955年6月に河南蒙族自治県と、1964年に河南蒙古族自治県と改称され現在に至る。

## 行政区画
- 鎮:優干寧鎮、寧木特鎮
- 郷:多松郷、賽爾竜郷、柯生郷、托葉瑪郷